# Myrcia decorticans
Myrcia decorticans är en myrtenväxtart som beskrevs av Dc.. Myrcia decorticans ingår i släktet Myrcia och familjen myrtenväxter. Inga underarter finns listade i Catalogue of Life.